# I Should Have Known Better
Singles de The Beatles
Let It Be / You Know My Name (Look Up the Number)
(1970) Back in the U.S.S.R. / Twist and Shout
(1976)
Pistes de A Hard Day's Night
I'll Cry Instead If I Fell
I Should Have Known Better est une chanson du groupe britannique The Beatles, parue sur l'album A Hard Day's Night en 1964. Elle est écrite par John Lennon mais créditée Lennon/McCartney.

## Historique
L'enregistrement de cette chanson débute le 25 février 1964 pour se terminer le lendemain. Sur la version mono, par coupage et collage de la bande magnétique, l'ingénieur de son corrige une erreur dans la partie d'harmonica jouée par Lennon en introduction mais on la laisse intacte sur la version stéréo.
Deux versions sont enregistrées dans les studios de la BBC. La première, le 14 juillet 1964 et mise en ondes deux jours plus tard sur Top Gear et la seconde, le 17 juillet 1964 et diffusée le 3 août à l'émission From Us To You mais aucune ne sera publiée par Apple.

## Parution
I Should Have Known Better est une des chansons entendues dans le film A Hard Day's Night et la seconde sur la face 1 de la bande originale publiée par EMI. Cette chanson paraît aussi aux États-Unis sur l'album du film publié par la United Artists Records, en ouverture de la face 2. Elle sera publiée en face B du single de Capitol Records couplée à la chanson éponyme du film. C'est une des trois chansons de la bande-son américaine qui ne sera pas incluse dans le disque Something New publié par Capitol le mois suivant. Le label américain habituel des Beatles l’inclura sur un 33 tours qu'en 1970 sur l'album compilation Hey Jude.
Le 8 mars 1976, elle est rééditée en face B du single britannique Yesterday. En 1982, elle sera incluse sur le disque compilation Reel Music, où on pourra entendre, pour la première et seule fois, le mixage stéréo avec l'introduction à l'harmonica corrigée de son « imperfection ».
Une version orchestrale, produite, arrangée et dirigée par George Martin et utilisée comme musique d'ambiance au film, sera aussi incluse sur l'album américain publié en 1964 par le label United Artists Records. Cet instrumental sera aussi sorti en face B d'un 45 tours publié au Royaume-Uni et ailleurs, couplé à A Hard Day's Night. On l'entend aussi dans un pot-pourri intitulé Another Hard Day's Night, jouée sur des instruments indiens et arrangée par Ken Thorne, placée sur la trame sonore américaine de l'album Help!.

### Publication en France
La chanson arrive en France en septembre 1964 sur la face A d'un 45 tours EP (« super 45 tours ») titré 4 Garçons dans le vent - Chansons du film ; elle est accompagnée  de A Hard Day's Night. Sur la face B figurent Tell Me Why et And I Love Her. La pochette de ce disque présente une photo du groupe poursuivi par des bobbies, tirée d'une scène du film.

## Fiche technique

### Interprètes
- John Lennon : chant, guitare rythmique, harmonica
- Paul McCartney : guitare basse
- George Harrison : guitare solo
- Ringo Starr : batterie[1]

### Équipe de production
- George Martin : producteur
- Norman Smith : ingénieur de son
- A.B. Lincoln : assistant ingénieur de son

## Reprises
Elle est reprise en français en 1965 par Richard Anthony sous le titre La corde au cou.